# 臺灣新光商業銀行
臺灣新光商業銀行股份有限公司，簡稱：「新光銀行」、「新光商銀」、「新光銀」、「SKBank」、「SKCB」，為臺灣的一家商業銀行，也是台新新光金控持股100%的子公司，在全臺灣分行家數103家。

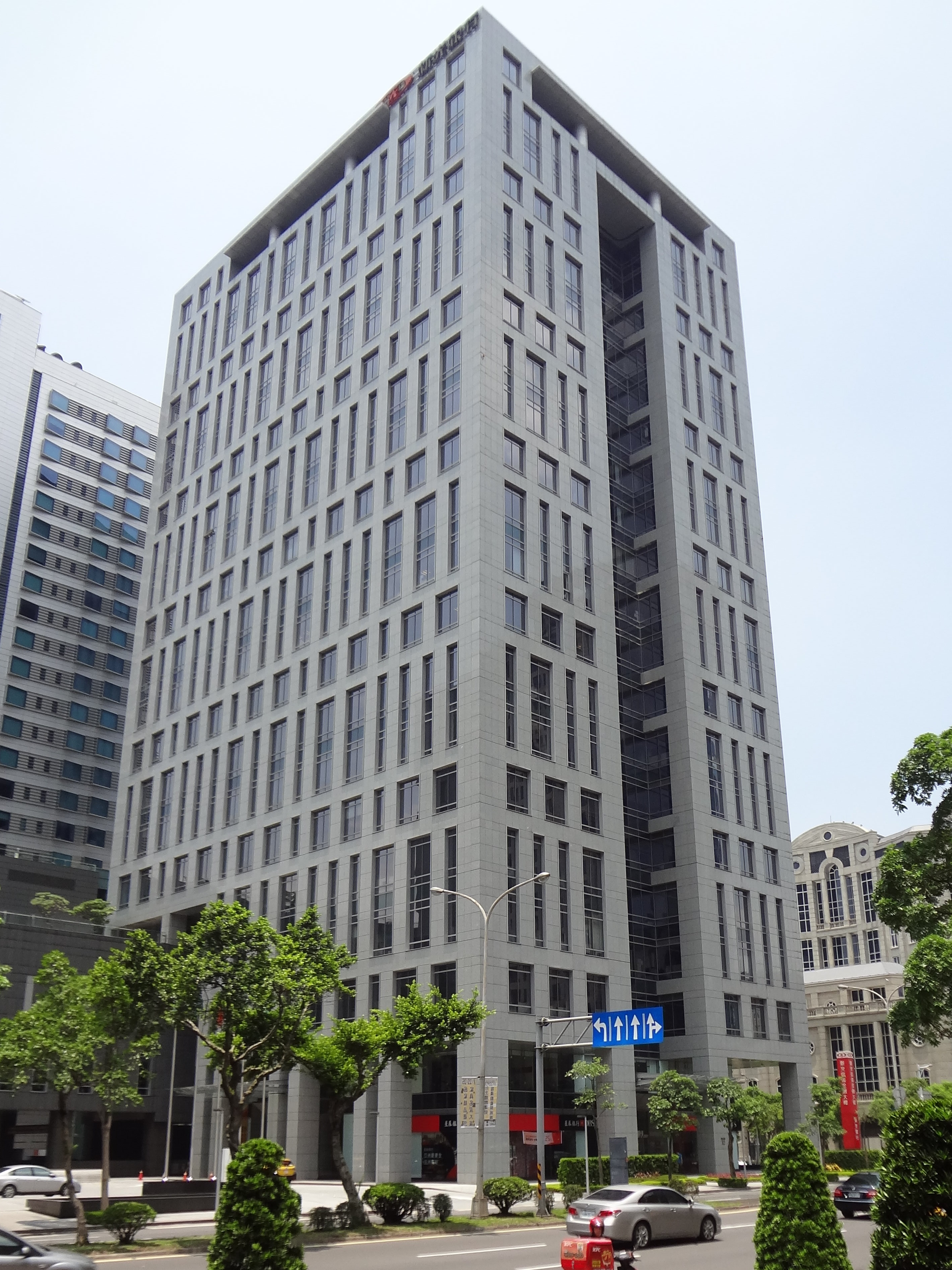
新光信義金融大樓

預計2026年6月22日併入台新銀行。

## 發展歷史

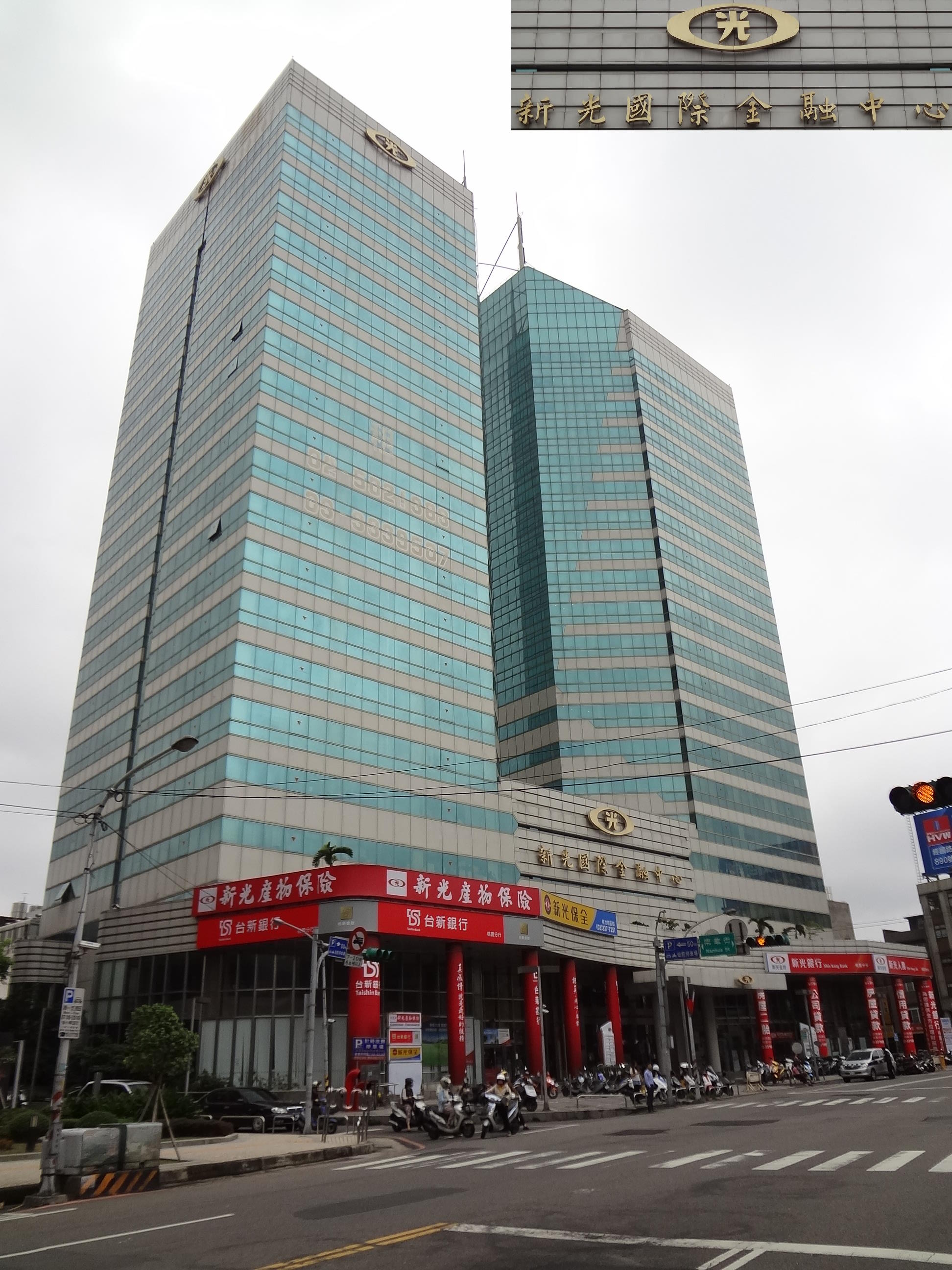
桃園分行

新光銀行的前身為前身為誠泰商業銀行與聯信商業銀行。聯信銀行先於2004年9月以股份轉換方式成為新光金融控股公司旗下之子公司，並更名為臺灣新光商業銀行。誠泰銀行則於2005年10月成為新光金控子公司。新光金控為整合旗下銀行金融資源，於2005年12月31日將兩銀行合併；合併後，以誠泰銀行為存續銀行，新光銀行為消滅銀行，但維持使用臺灣新光商業銀行之名稱。也由於實際上誠泰銀行為存續銀行，故金融代號仍沿用誠泰銀行的「103」。

### 誠泰商業銀行
- 1917年12月：發跡於新竹市北門街。
- 1918年4月：「艋舺信用組合」創立。
- 1946年7月：改組並更名為「台北市艋舺信用合作社」。
- 1947年：改制並更名為「有限責任台北市第三信用合作社」。
- 1966年6月：再度改制並更名為「保證責任台北市第三信用合作社」（簡稱台北三信，金融代號：103）。
- 1997年1月：改制為銀行，更名為「誠泰商業銀行」，英文名稱為「Macoto Bank」，為台灣第一家改制成商業銀行的信用合作社。[4]
- 1997年1月：概括承受「保證責任新竹市第二信用合作社」（簡稱新竹二信，金融代號：131）。
- 1998年：概括承受「保證責任台中市第八信用合作社」（簡稱台中八信，金融代號：152）。
- 2001年9月初：概括承受「保證責任嘉義市第二信用合作社」（簡稱嘉義二信，金融代號：177）。
- 2001年9月中：概括承受「保證責任高雄縣岡山信用合作社」（簡稱岡山信合社，金融代號：197）。
- 2005年10月3日：以股份轉換方式成為新光金控子公司。[5]
- 2005年12月31日：與當時同為新光金控旗下的「臺灣新光商業銀行」合併。合併後以誠泰商業銀行為存續銀行，但為維持使用「新光」名稱，故更名為「臺灣新光商業銀行」。

### 聯信商業銀行
- 2000年7月1日：「保證責任台中市第六信用合作社」（簡稱台中六信，金融代號：150）與「保證責任屏東市第一信用合作社」（簡稱屏東一信，金融代號：210）合併改制為「聯信商業銀行」；以台中六信為存續銀行，而屏東一信則為消滅銀行，故其金融代號延續使用150。
- 2004年9月30日：聯信商業銀行以股份轉換方式成為新光金控子公司。[6]
- 2004年11月15日：聯信商業銀行更名為「臺灣新光商業銀行」。
- 2005年12月31日：臺灣新光商業銀行與誠泰商業銀行合併。

### 新光銀行
- 2011年5月6日，香港分行開業
- 2012年11月26日，新光銀行總行由臺北市新光人壽保險摩天大樓搬遷至臺北市信義區松仁路新光信義金融大樓（新光人壽A12大樓）。
- 2025年7月24日，成為台新新光金控公司子公司。
- 2026年6月22日，新光銀行併入台新銀行。

## 外部連結
- 臺灣新光商業銀行 （页面存档备份，存于）
- 新光人壽 （页面存档备份，存于）